# Sitimert0
Sitimert0 is een bestuurslaag in het regentschap Kediri van de provincie Oost-Java, Indonesië. Sitimert0 telt 1463 inwoners (volkstelling 2010).